# Rudolf Kalvach
Pour les articles homonymes, voir Kalvach.
Rudolf Kalvach, né le 22 décembre 1883 à Vienne (Autriche-Hongrie) et mort le 14 mars 1932 à Kosmonosy (République tchèque), est un graphiste autrichien.

## Biographie

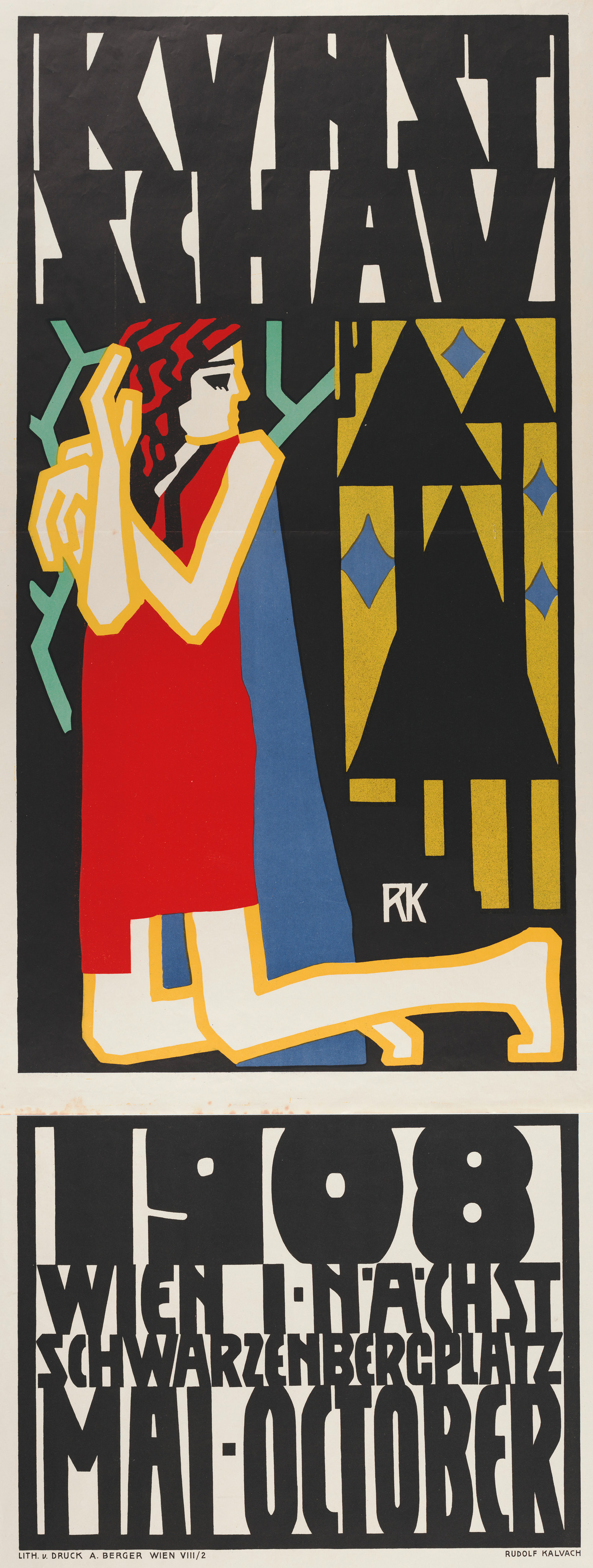
Affiche pour le Kunstschau 1908.

## Exposition
Pour la première fois en 2012, le Leopold Museum Wien a montré l'intégralité du travail de Rudolf Kalvach dans l'exposition spéciale Fantastisch! Rudolf Kalvach. Wien und Triest um 1900 (du 7 juin au 10 septembre 2012). 